# Hiến luật thành phố
Hiến luật thành phố (hay thành phố hiến luật) là thành phố hoạt động theo những quy tắc và điều lệ xác định rõ ràng trong hiến luật của thành phố này. Hiến luật thành phố hoạt động trong khuôn khổ luật của quốc gia do cơ quan lập pháp ban hành và do chính phủ quy định chi tiết hóa luật. Tuy nhiên, hiến luật thành phố được luật quốc gia cho phép toàn quyền quyết định một số lãnh vực cụ thể liên quan đến công tác quản lý thành phố.  Cơ chế để thành phố viết nên hiến luật cho mình và cơ chế thực hiện hiến luật đó do chính cư dân của thành phố ấy tự định đoạt.  Hiến luật thành phố có nhiều nét tương đồng với vùng quản lý đặc biệt (đặc khu hành chính).

## Những ví dụ
Hồng Kông và Macau là 2 vùng quản lý đặc biệt (đặc khu hành chính) thuộc Cộng hòa Nhân dân Trung Hoa, cũng là một hình thức của hiến luật thành phố.  Trung Quốc cũng có nhiều đặc khu kinh tế nhưng các đặc khu kinh tế (ví dụ: đặc khu Thẩm Quyến) không được hưởng nhiều quyền tự chủ giống như Hồng Kông và Macau.
Ở tiểu bang California của Hợp chúng Quốc Hoa Kỳ, các thành phố hoạt động theo 2 chế độ: chế độ công luật và chế độ hiến luật.  Nếu thành phố không tuyên bố theo hiến luật thì mặc định là theo công luật. Công luật do chính quyền tiểu bang ban hành và thống nhất trên toàn lãnh thổ tiểu bang. Hiến luật là quy định riêng về quy tắc hoạt động và điều lệ hoạt động do cử tri thành phố quyết định thông qua cơ chế Hội đồng Thành phố (city council) hoặc là một Ủy ban Quản trị Thành phố (City Governing Board).  California có tất cả 478 thành phố, trong đó có 178 thành phố hoạt động theo hiến luật (riêng), và những thành phố còn lại hoạt động theo công luật của tiểu bang.  Hiến luật của các  thành phố có thể khác nhau. Những hiến luật thành phố nổi tiếng là Los Angeles, San Francisco, Newport Beach, Huntington Beach và Irvine.
Ở Đức có thành phố Beck nơi có cảng Hansa League.
Tuy rằng các thành phố theo quy chế hiến luật được nhiều tự chủ trong hoạt động của mình, nhưng nhìn chung vẫn chịu nhiều ràng buộc của luật chi phối cấp cao mà thành phố là một đơn vị hành chính trưc thuộc. Ngoài ra cư dân các thành phố này cũng phải chịu sự điều chỉnh của các luật quốc gia mà cơ quan lập pháp đã quy định có hiệu lực pháp lý cao hơn hiến luật của thành phố, hoặc khi hiến luật của thành phố không có thẩm quyền quy định các lãnh vực thuộc về luật quốc gia.
Ở Việt nam, thành phố Hồ Chí Minh cũng đang trong quá trình đề nghị chính quyền trung ương giao thêm nhiều quyền hạn và tự chủ tài chính.  Nhưng phải được Quốc hội cho ý kiến thông qua.

## Dẫn nguồn
Báo Người Lao động, ngày 27/9/2013, HĐND TP HCM đã thông qua Nghị quyết về Đề án thí điểm chính quyền đô thị TP để trình Chính phủ
URL: http://nld.com.vn/thoi-su-trong-nuoc/thong-qua-de-an-chinh-quyen-do-thi-20130927102842108.htm